# Huecas

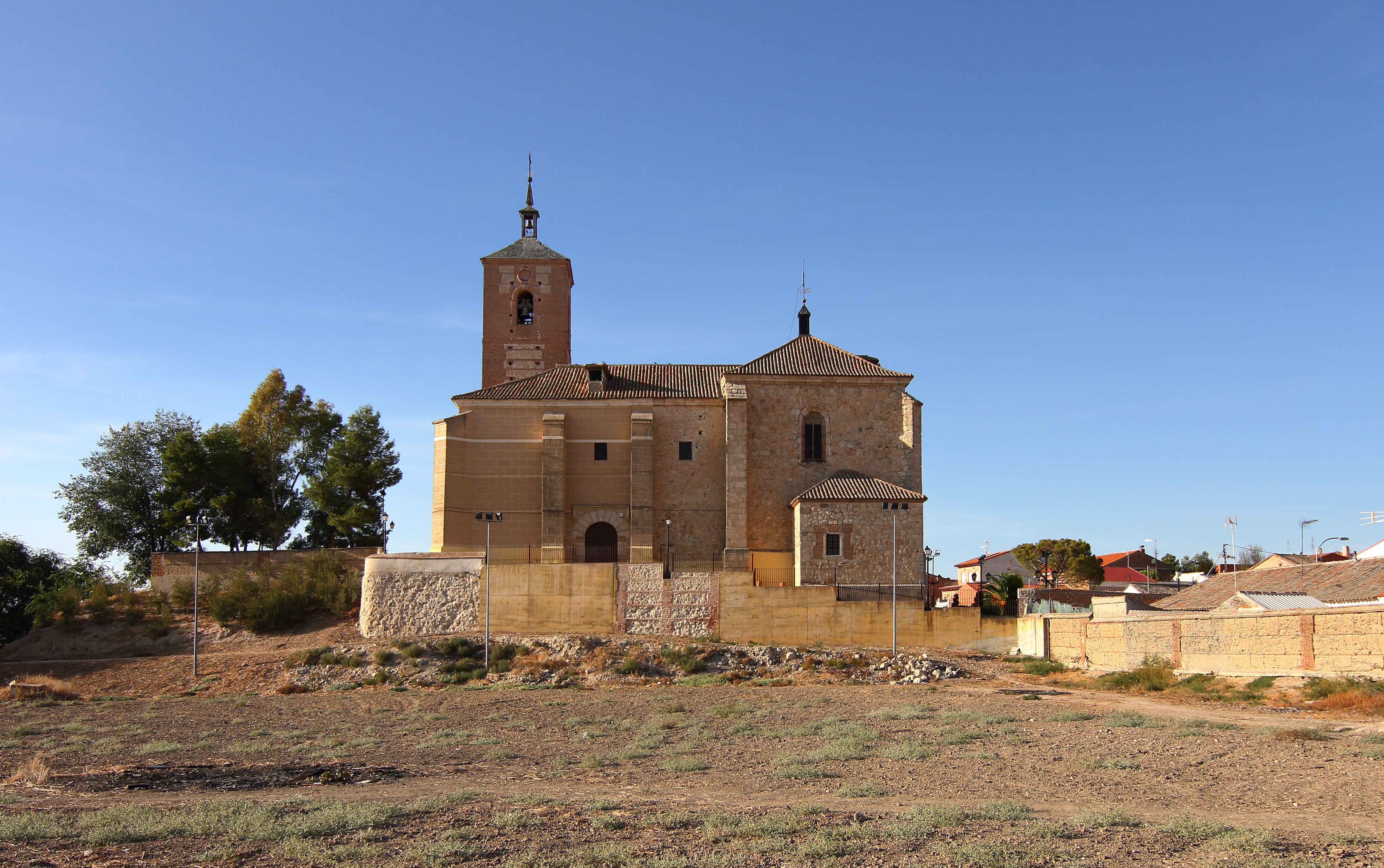
Huecas – Iglesia de San Juan Bautista

Huecas ist ein Ort und eine zentralspanische Gemeinde (municipio) mit 875 Einwohnern (Stand: 2024) in der Provinz Toledo in der Autonomen Gemeinschaft Kastilien-La Mancha.

## Lage und Klima
Die Kleinstadt Huecas liegt gut 25 km (Fahrtstrecke) nordwestlich von Toledo in der historischen Provinz La Mancha in einer Höhe von ca. 555 m; bis nach Madrid sind es gut 73 km in nordöstlicher Richtung. Das Klima im Winter ist rau, im Sommer dagegen trocken und warm; der spärliche Regen (ca. 385 mm/Jahr) fällt überwiegend in den Wintermonaten.

## Bevölkerungsentwicklung
| Jahr      | 1857 | 1900 | 1950 | 2000 | 2017 |
| Einwohner | 504  | 565  | 723  | 474  | 654  |

Nach einem Bevölkerungsrückgang in der zweiten Hälfte des 20. Jahrhunderts aufgrund der Mechanisierung der Landwirtschaft und der Aufgabe von bäuerlichen Kleinbetrieben profitiert der Ort seit Beginn des 21. Jahrhunderts von einer guten Verkehrsanbindung zum Großraum Madrid.

## Wirtschaft
Das Umland von Huecas war und ist im Wesentlichen landwirtschaftlich geprägt (Weizen), wobei in geringem Umfang auch Wein- und Olivenanbau betrieben wird; der Ort selbst diente als handwerkliches und merkantiles Zentrum für die umliegenden Dörfer.

## Geschichte
Obwohl nur sehr wenige prähistorische, römische, westgotische und maurische Funde gemacht wurden, ist die Anwesenheit von Siedlern und Soldaten in der Region wahrscheinlich und durch den Fund eines römischen Landguts (villa rustica) belegt. Im Jahr 1085 wurde die Gegend von Alfons VI. aus den Händen der Mauren zurückerobert (reconquista), jedoch kurz darauf von den berberischen Almoraviden erneut bedroht. Erst unter Alfons VII. (reg. 1126–1157) wurde die Region La Mancha um das Jahr 1130 endgültig christlich. Die ältesten Erwähnungen des Ortsnamens Waqqas oder Occas stammen aus dem 11. und 12. Jahrhundert. In dieser Zeit lag Huecas am Pilgerweg von der Levante (Valencia) über Ávila und Salamanca und weiter nach Santiago de Compostela. Im 16. Jahrhundert erhielt der Ort die Stadtrechte (villa) mit eigener Gerichtsbarkeit.

## Sehenswürdigkeiten
- Die einschiffige Iglesia de San Juan Bautista ist Johannes dem Täufer geweiht. Die Außenwände zeigen Bruch- und Ziegelsteinmauerwerk in Anlehnung an den Mudéjar-Stil; Teile sind auch verputzt und mit Fugenmalereien versehen. Der Chorbereich mit seiner flach schließenden Apsis ist gegenüber dem Langhaus leicht erhöht.
- Die Ermita de Santa Eugenia steht in der Ortsmitte.
- Die Gerichtssäule (rollo oder picota) erinnert an die eigenständige Gerichtsbarkeit des Ortes.